# Phidippus workmani
Phidippus workmani là một loài nhện trong họ Salticidae.
Loài này thuộc chi Phidippus. Phidippus workmani được Elizabeth Maria Gifford Peckham & George William Peckham miêu tả năm 1901.

## Hình ảnh

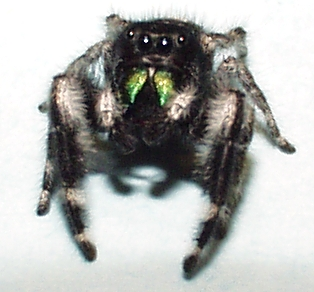
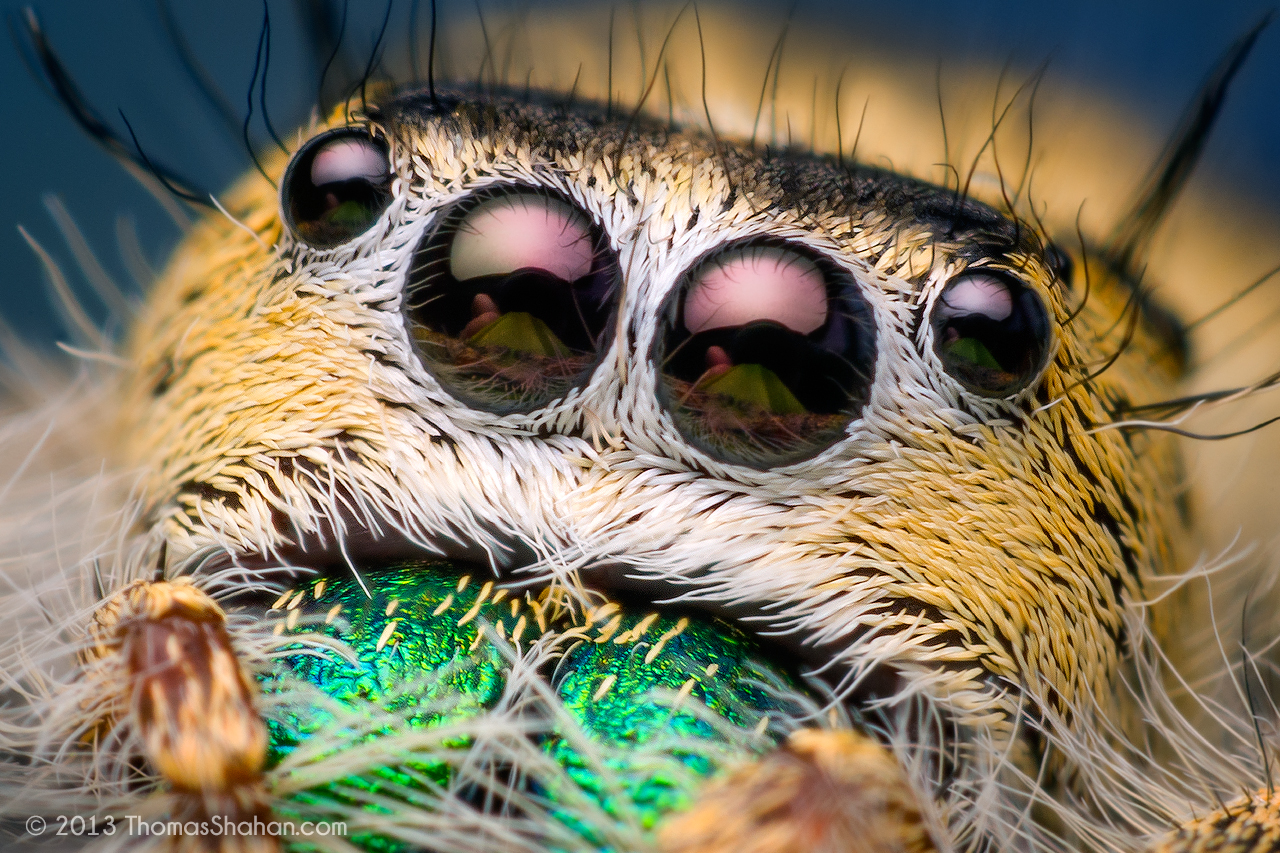
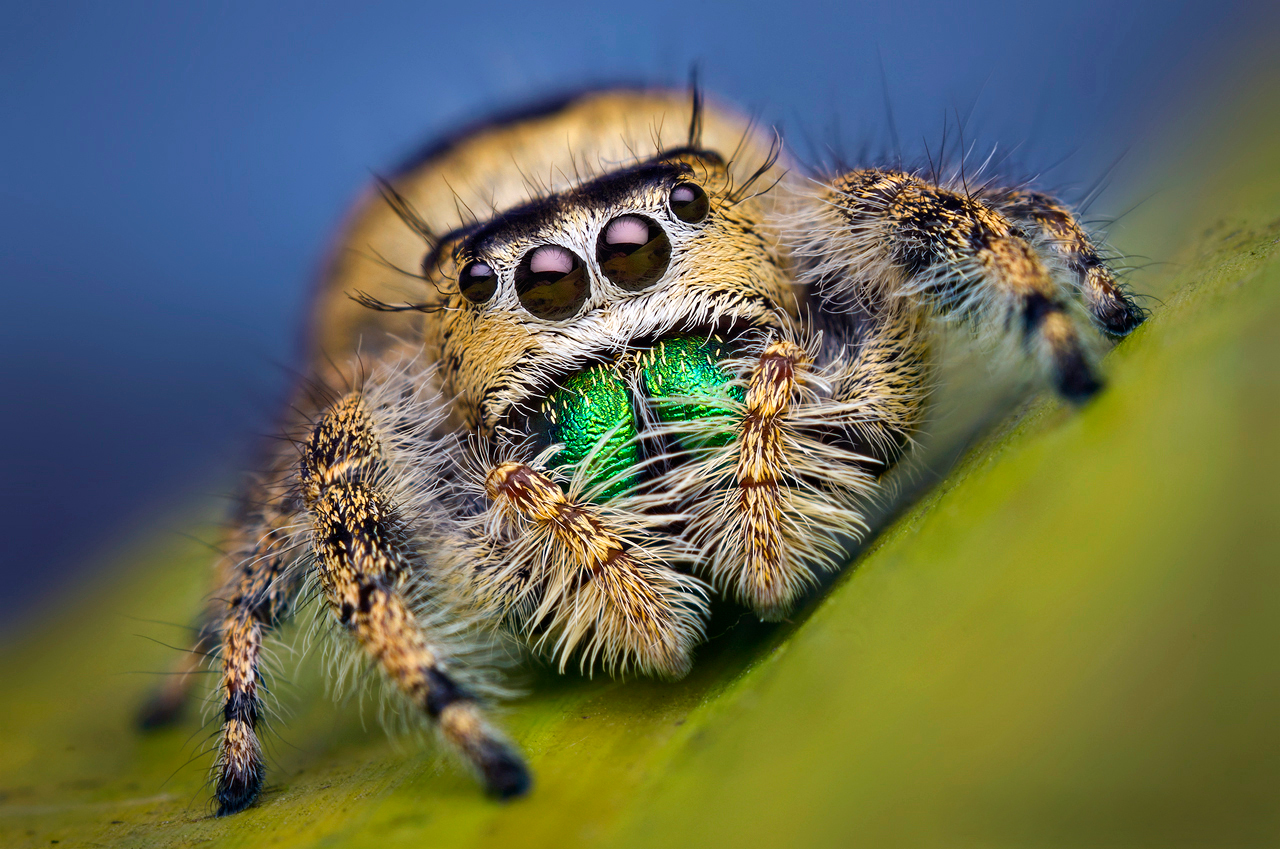
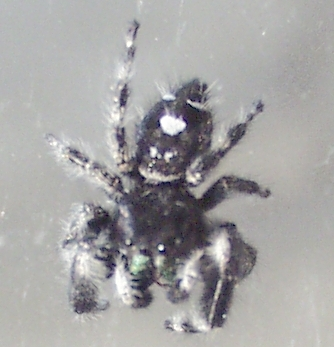